# Walter B. Pitkin
Walter Boughton Pitkin, född 6 februari 1878, död 25 januari 1953, var en amerikansk filosof.
Pitkin var lärare i psykologi vid Columbia University 1905-1909 och verksam som journalist. Han företrädde neorealismen. Bland hans skrifter märks The psychology of happiness (1929), The art of learning (1921) och Short introduction to history of human stupidity (1932). Han var från 1913 utgivare av The new realism.